# Blaise Nkufo
Blaise Nkufo (* 25. Mai 1975 als Blaise Isetsima Nkufo in Kinshasa, Zaire) ist ein ehemaliger Schweizer Fussballspieler.

## Karriere

### Vereine
Im damaligen Zaire, der heutigen Demokratischen Republik Kongo, geboren, flüchtete er als siebenjähriger Junge mit seinen Eltern in die Schweiz. In Lausanne machte er die Matura und nahm mit 20 Jahren die Schweizer Staatsbürgerschaft an. 1993/94 stieg der damalige Jungspieler in das Profikader des FC Lausanne-Sports auf. Dort holte er seinen ersten und für lange Zeit einzigen Titel als Fussballer, als er Schweizer Cupsieger wurde. Nach nur einem Jahr wechselte er zum FC Echallens, wo er nur eine Spielzeit blieb, um zur Saison 1995/96 zu seiner ersten Auslandstation zu gehen. Der arabische Verein al-Arabi verpflichtete Nkufo. Allerdings wurde der Stürmer dort nicht glücklich, und es zog ihn bereits nach einem Jahr wieder in die Schweiz zum Yverdon-Sport FC und in der Folgespielzeit zu seinem Heimatverein Lausanne-Sports. Nach 94 Spielen und 43 Toren für die Schweizer Nationalliga-A-Vereine FC Lausanne-Sports, Grasshopper Club Zürich, FC Lugano und FC Luzern wechselte der bullige Stürmer im Winter 2000/01 zum deutschen Zweitligisten 1. FSV Mainz 05, für den er in anderthalb Jahren in 42 Spielen 20 Mal traf. Nach dem verpassten Aufstieg verliess Nkufo die 05er im Sommer 2002 zu Hannover 96, wo er sich auf der unpassenden Position als Aussenstürmer nicht durchsetzte.
Ab Sommer 2003 spielte Nkufo für den niederländischen Ehrendivisionär FC Twente, für den er in den ersten vier Saisons 64 Tore in 126 Spielen erzielte. 2008 und 2009 wurde er mit dem Team niederländischer Vizemeister. Ebenfalls 2009 erreichte er den Final um den KNVB-Pokal, musste sich aber dem SC Heerenveen geschlagen geben. Am 15. August 2009 erzielte Nkufo beim 1:0-Sieg in Den Haag seinen 103. Treffer für Twente, womit er den Club-Rekord von Jan Jeuring brach. Anfang Dezember 2009 kündigten die Fans an, eine Nkufo-Statue vor dem Grolsch-Veste-Stadion aufstellen zu wollen. Am Ende der Spielzeit 2009/10 gewann der FC Twente den ersten Meistertitel der Vereinsgeschichte. Es war Nkufos erster Titel seit 15 Jahren.
Nach der Weltmeisterschaft 2010 wechselte Nkufo zu den Seattle Sounders in die Major League Soccer, um näher bei seiner Familie zu sein. In elf Partien der Saison 2010 schoss er fünf Treffer. Kurz vor dem Saisonauftakt 2011 lösten Nkufo und die Seattle Sounders ihr Vertragsverhältnis wieder auf. Nkufo erklärte eine Woche später seine Profilaufbahn für beendet.

### Nationalmannschaft
Nkufos Karriere in der Schweizer Nationalmannschaft endete zunächst früh. Nachdem der Stürmer keinen Stammplatz erhalten hatte, kehrte er 2002 nach sieben Einsätzen dem Nationalteam den Rücken zu, da er sich missverstanden fühlte und einen Zusammenhang mit seiner Hautfarbe vermutete. Im Mai 2007 kündigte jedoch Köbi Kuhn an, Nkufo in Zukunft wieder für das Nationalteam berücksichtigen zu wollen. Dieser nahm das Angebot am 8. Juni an und zeigte am 22. August 2007 gegen die Niederlande ein gutes Spiel. Dennoch meldete er sich für die Europameisterschaft 2008 verletzungsbedingt ab. In der Qualifikation zur WM 2010 unter dem neuen Trainer Ottmar Hitzfeld kam Nkufo in jedem Spiel zum Einsatz und erzielte fünf Tore in zehn Spielen. Nach der WM 2010 beendete Nkufo seine Nationalmannschaftskarriere.

## Privates
Nkufo ist verheiratet und hat zwei Kinder, deren Namen er auf seine Oberarme tätowiert hat. Er nennt Malcolm X und Jean Ziegler als Vorbilder. Seit Jahren macht er darauf aufmerksam, dass sich sein Name ohne Apostroph schreibt und das «N» nicht ausgesprochen wird.
Sein zwölf Jahre jüngerer Halbbruder Yannick Nkufo ist ebenfalls Fussballspieler. Blaise lotste ihn einst in die Mannschaft des Jong Twente, der Reserve seines damaligen Vereins FC Twente. Seit 2005 spielt Yannick vorwiegend in der Schweizer 1. Liga.

## Erfolge
- 1998: Schweizer Cupsieger: mit Lausanne-Sports
- 2009/10: Niederländischer Meister mit Twente Enschede
- 2010: US-amerikanischer Cupsieger mit den Seattle Sounders